# Luciano De Ambrosis
Luciano De Ambrosis (né à Turin le 28 mars 1937) est un acteur et doubleur de voix italien.

## Biographie
Luciano De Ambrosis, qui est le plus jeune de quatre frères et sœurs, est né à Turin en 1938. Son père a travaillé pour le constructeur automobile Fiat. Il a fait ses débuts au cinéma à cinq ans en 1943, jouant le rôle principal dans le film de Vittorio De Sica Les enfants nous regardent et restant actif comme acteur pendant six ans avant de se consacrer au doublage de voix en italien.
Parmi les acteurs qu'il a doublés figurent Burt Reynolds, James Caan, Dennis Farina, Albert Finney, Jon Voight, Seymour Cassel, John Mahoney, Nick Nolte, Frank Langella, Brian Cox et depuis 1994 après la mort de Pino Locchi (it) Sean Connery dans la plupart de ses films. 
En 2012 il reçoit le prix Leggio d'oro (littéralement « Lutrin d'or ») distinguant les acteurs et actrices spécialisés dans le doublage.
Son fils Massimo De Ambrosis (it) est également acteur de doublage.

## Filmographie partielle

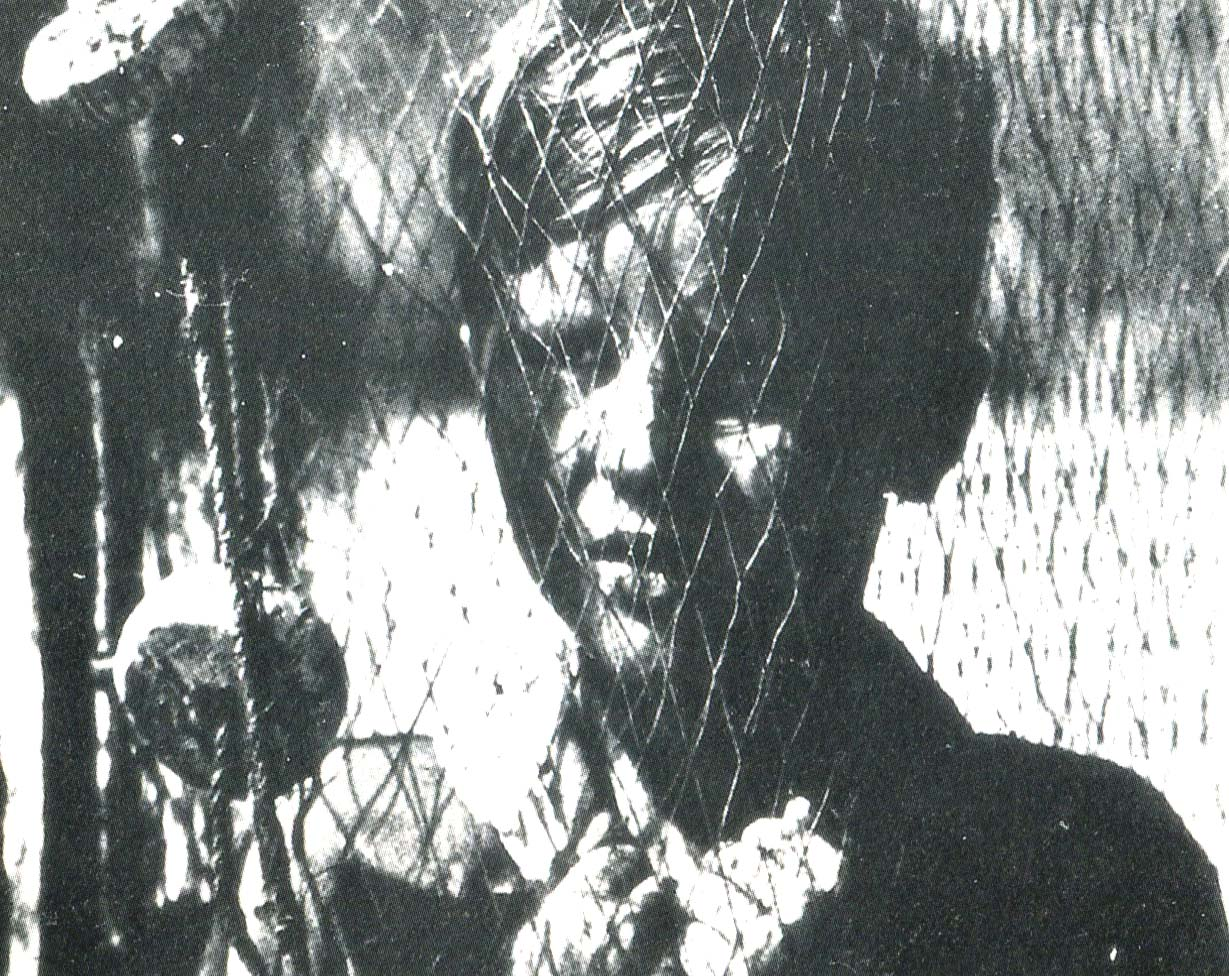
Luciano De Ambrosis dans le film Les enfants nous regardent.

### Cinéma
- 1943 : Les enfants nous regardent (I bambini ci guardano) de Vittorio De Sica.
- 1945 : L'angelo del miracolo de Piero Ballerini.
- 1945 : Casello N. 3 de Giorgio Ferroni.
- 1946 : La vita semplice de Francesco De Robertis.
- 1946 : Senza famiglia de Giorgio Ferroni.
- 1946 : Ritorno al nido de Giorgio Ferroni.
- 1948 : Les Belles Années ( Cuore) de Duilio Coletti et Vittorio De Sica.
- 1950 : Demain il sera trop tard ( Domani è troppo tardi) de Léonide Moguy.
- 1972 : L'Aretino nei suoi ragionamenti sulle cortigiane, le maritate e... i cornuti contenti de Enrico Bomba.
- 1973 :Torso (I Corpi presentano tracce di violenza carnale) de Sergio Martino.

## Doublage de voix

### Animation
- Lampwick dans Pinocchio.
- The Toad dans Souris City.
- Rama dans Le Livre de la jungle.
- Père de Fred dans Les Nouveaux Héros.
- Mr. Pricklepants dans Toy Story 4[1].

### Films
- Jonathan E. dans Rollerball.
- Mike Locken dans Tueur d'élite.
- Tommy Korman dans Lune de miel à Las Vegas.
- Frank Colton dans À l'épreuve des balles.
- Paul Sheldon dans Misery.
- Walter Hobbs dans Elf.
- Frank Athearn dans Le Souffle de la tempête.
- Robert DeGuerin dans L'Effaceur.
- Spud Spaldoni dans Dick Tracy.
- Freebie dans Les Anges gardiens.
- Eddie Dohun dans Un pont trop loin.
- Clell Hazard dans Jardins de pierre.
- Président des États-Unis dans Max la Menace.
- Bo Darville dans Cours après moi shérif.
- Coach Nate Scarborough dans Mi-temps au mitard.
- Ernie Mullins dans Breaking In.
- Walker dans Les Aventuriers du Lucky Lady.
- David Fowler dans L'Homme à femmes.
- Walter Burns dans Mystery, Alaska.
- Jack Horner dans Boogie Nights.
- John L. Sullivan IV dans Scoop.
- Joey Pistella dans The Crew.
- King Konreid dans King Rising, au nom du roi.
- Martin Crane dans Frasier (saisons 1-5).
- Perry White dans Superman.
- Perry White dans Superman II.
- Perry White dans Superman III.
- Roi Arthur dans Lancelot, le premier chevalier.
- Robert Mac MacDougal dans Haute Voltige.
- Paul dans La Carte du cœur.
- William Forrester dans À la rencontre de Forrester.
- King Richard dans Robin des Bois, prince des voleurs [1].